# Tonight's the Night (chanson des Shirelles)
Pour les articles homonymes, voir Tonight's the Night.
Singles de The Shirelles
Dedicated to the One I Love
(1959) Will You Love Me Tomorrow
(1960)
Tonight's the Night est une chanson du groupe féminin américain Shirelles.
Publiée en single (sous le label Scepter Records) en septembre 1960, elle a atteint la 39e place du Hot 100 du magazine musical américain Billboard, passant en tout 12 semaines dans le chart. Elle a été aussi incluse dans l'album Tonight's the Night sorti en décembre de la même année.
En 2004, Rolling Stone a classé cette chanson, dans la version originale des Shirelles, 401e sur la liste des « 500 plus grandes chansons de tous les temps ». (En 2010, le magazine rock américain a mis à jour sa liste, maintenant la chanson est 409e.)

## Composition
La chanson a été écrite par Luther Dixon avec Shirley Owens (la chanteuse principale des Shirelles, alors âgée de 19 ans). L'enregistrement des Shirelles a été produit par Luther Dixon.